# Ignacio J. De la Riva
Ignacio José de la  Riva de la Viña, comúnmente Ignacio J. De la Riva (1960) es un herpetólogo español.
Desarrolla actividades académicas y científicas en el Museo Nacional de Ciencias Naturales, de Madrid; y, es un especialista en anuros neotropicales.

## Obra

### Algunas publicaciones
- p.a. Burrowes, i. De la Riva. 2016. Chytrid fungus detected in museum specimens of Andean aquatic birds: implications for pathogen dispersal. J. of Wildlife Diseases.

- m. Winter, w. Fiedler, w.h. Hochachka, a. Koehnke, s. Meiri, i. De la Riva. 2016. Patterns and biases in climate change research on amphibians and reptiles. Royal Society Open Science 3:160158.

- a. Tito, c.z. Landauro, p. Venegas, i. De la Riva, j.c. Chaparro. 2016. A new species of Telmatobius Wiegmann, 1834, from the Eastern Cordillera Central of the Andes, Peru (Anura: Telmatobiidae), with description of its tadpole, and range extensión of T. mendelsoni De la Riva et al., 2012. Ann. of Carnegie Museum 83 (4): 255-268.

- a.p. Motta, j.c. Chaparro, j.p. Pombal, j.m. Guayasamin, i. De la Riva, j.m. Padial. 2016. Molecular phylogenetics and taxonomy of the Andean genus Lynchius Hedges, Heinicke and Duellman, 2008 (Anura: Craugastoridae). Herpetological Monographs 30: 119-142.

- i. De la Riva, j. Aparicio. 2016. Three new species of Psychrophrynella (Anura: Craugastoridae) from the Cordillera de Apolobamba, Bolivia, with comments on its amphibian fauna. Salamandra (en prensa).

- o. Jiménez-Robles, p. Butrón-Gálvez, r. Carpio, i. De la Riva. 2016. Revised distribution, phenotypic variation and conservation status of Liolaemus fittkaui (Squamata: Liolaemidae), an endemic to the Andes of Central Bolivia. Phyllomedusa 15 (1): 7-20.

- n. Goicoechea, d.r. Frost, i. De la Riva, k.c.m. Pellegrino, j. Sites, m.t. Rodrigues, j.m.  Padial. 2016. Molecular systematics of teioid lizards (Teioidea/Gymnophthalmoidea: Squamata) based on the analysis of 48 loci under tree-alignment and similarity-alignment. Cladistics 32: 624-671.

- s. Castroviejo-Fisher, j. Köhler, i. de la Riva, j.m. Padial. 2017. A new morphologically cryptic species of Phyllomedusa (Anura: Phyllomedusidae) from Amazonian forests of northern Peru revealed by DNA sequences. Zootaxa 4269 (2): 245–264. doi: 10.11646/zootaxa.4269.2.4

- a. Sánchez-Vialas, m. Calvo-Revuelta, s. Castroviejo-Fisher, i. de la Riva. 2018. The taxonomic status of Petropedetes newtonii (Amphibia, Anura, Petropedetidae). ZooKeys 765: 59–78. doi: 10.3897/zookeys.765.24764

### Algunasespeciesdescritas
- Bryophryne bustamantei
- Gastrotheca lauzuricae
- Gephyromantis runewsweeki
- Hyla palaestes
- Noblella carrascoicola
- Oreobates ibischi
- Oreobates lehri
- Oreobates madidi
- Oreobates sanderi
- Phrynopus miroslawae
- Phrynopus nicoleae
- Phyllomedusa camba
- Pristimantis koehleri
- Pristimantis pluvicanorus
- Pristimantis reichlei
- Psychrophrynella ankohuma
- Psychrophrynella chacaltaya
- Psychrophrynella condoriri
- Psychrophrynella guillei
- Psychrophrynella harveyi
- Psychrophrynella iani
- Psychrophrynella illampu
- Psychrophrynella illimani
- Psychrophrynella kallawaya
- Psychrophrynella katantika
- Psychrophrynella kempffi
- Psychrophrynella quimsacruzis
- Psychrophrynella saltator
- Psychrophrynella usurpator
- Scinax castroviejoi
- Scinax chiquitanus

## Honores

### Taxones eponímicos
- Dendropsophus delarivai (Köhler & Lötters, 2001)

## Abreviatura (zoología)
La abreviatura De la Riva  se emplea para indicar a Ignacio J. De la Riva como autoridad en la descripción y taxonomía en zoología.